# Rønninge
Rønninge är en tätort i Kerteminde kommun i Region Syddanmark i Danmark. Tätorten har 249 invånare (2024). Den ligger på Fyn, cirka 12,5 kilometer sydväst om Kerteminde.